# Secretin
Secretin là một hormone điều hòa cân bằng nước trong cơ thể và ảnh hưởng đến môi trường trong tá tràng bằng cách điều tiết các dịch tiết trong dạ dày, tuyến tụy và gan. Đây là một hormone peptide được tạo ra trong các tế bào S của tá tràng, nằm ở các tuyến ruột. Ở người, peptide secretin được mã hóa bởi gen SCT.
Secretin giúp điều chỉnh độ pH của tá tràng bằng (1) ức chế sự tiết dịch vị từ các tế bào đỉnh của dạ dày và (2) kích thích sản xuất bicarbonate từ các tế bào ống dẫn của tụy. Chúng cũng kích thích sản xuất mật từ gan; dịch mật giúp nhũ hoá chất béo trong tá tràng để lipase tuyến tụy có thể tác động lên chúng. Cùng lúc đó, các hormone chính khác được đồng thời giải phóng bởi tá tràng, để tác dụng cùng với các hoạt động của secretin, chẳng hạn như cholecystokinin, đang kích thích túi mật co lại giúp tăng tiết dịch mật với cùng một lý do.
Prosecretin là tiền chất của secretin, có mặt trong quá trình tiêu hóa. Secretin được lưu trữ ở dạng không hoạt tính này, và được kích hoạt bằng axit dạ dày trong ruột non để trung hòa độ pH và đảm bảo không có thiệt hại nào được thực hiện đối với ruột non bằng axit nói trên.
Năm 2007, secretin được phát hiện là đóng một vai trò trong quá trình điều hòa áp suất thẩm thấu bằng cách tác động lên vùng dưới đồi, tuyến yên và thận.